# وادي ملاحة (خولان)

تعديل مصدري - تعديل

وادي ملاحة هي إحدى قرى عزلة بني شداد بمديرية خولان التابعة لمحافظة صنعاء، بلغ تعداد سكانها 1029 نسمة حسب تعداد اليمن لعام 2004.